# Brevimulticaecum
Brevimulticaecum ist eine Gattung der Spulwürmer mit vier Arten, die als Parasiten bei Krokodilen, Süßwasserstechrochen und Knochenzünglern vorkommen. Da die adulten Parasiten vor allem im Magen von Krokodilen vorkommen, sind sie relativ wenig untersucht. Ansteckende Larven wurden bei Amphibien, Schlangen und Süßwasserfischen nachgewiesen.

## Merkmale
Brevimulticaecum sind Heterocheilinae, bei denen die Exkretionspore etwa auf Höhe des Nervenrings liegt und die Lippen keine Zahnleisten aufweisen. Die Magenanhänge sind reduziert, die Vulva liegt gewöhnlich hinter der Körpermitte. Die hinteren Ränder der diamantförmigen Lippen sind vom Kopfende durch eine deutliche Grube getrennt, zwischen den Lippen sind drei deutliche Zwischenlippen ausgebildet.

## Systematik
Das Interim Register of Marine and Nonmarine Genera ordnet die Gattung in die Anisakidae ein, andere Autoren in die Heterocheilinae. Sie enthält folgende Arten:
- Brevimulticaecum baylisi (Travassos, 1933)
- Brevimulticaecum heterotis (Petter, Vassilidts & Marchand, 1979)
- Brevimulticaecum regoi Sprent, 1990
- Brevimulticaecum scleropagi Khalil, 1984